# Unter der Flagge der Freibeuter
Unter der Flagge der Freibeuter ist ein 1960 entstandener spanisch-italienisch-deutscher Piratenfilm mit dem Österreicher Hans von Borsody in der Hauptrolle.

## Handlung
Die Karibik im Jahre 1620. Die spanischen Conquistadoren haben Süd- und Mittelamerika unterworfen und beuten diese Region hemmungslos aus. Das geraubte Gold wird in großem Stil ins spanische Mutterland geschafft, was allerdings auch diese Region unsicher machende, zahlreiche Piraten und Freibeuter auf den Plan ruft. Diese versuchen, trotz intensiver Bewachung, die schwer beladenen Schiffe auf dem Weg in die spanische Heimat zu überfallen und die Goldschätze zu rauben. Bereits auf der Durchfahrt durch die Karibische See werden die spanischen Galeonen angegriffen und gekapert. Der Hof in Madrid zeigt sich sehr besorgt, und man fragt sich, wie die Piraten stets so gut über Ladung und Abfahrtzeiten informiert sein können. Es muss irgendwo einen Verräter in den eigenen Reihen geben.
Die Freibeuter besitzen auf der Insel Tortuga ihr Hauptquartier und sind bestens organisiert. Angeführt werden die räuberischen Seeschurken von „El Valiente“. Niemand kennt ihn, weiß, wie er aussieht, denn sein Gesicht hält er stets hinter einer roten Maske verborgen. Offensichtlich erhält „El Valiente“ seine wichtigen Informationen direkt aus Maracaibo, wo der spanische Gouverneur und Herrscher über die Kolonien seinen Sitz hat. Auf der Seite der Freibeuter kämpft auch der deutsche Seefahrer Albert von Eyck, eigentlich ein Edelmann von hohem Ehrgefühl. Als „El Valiente“ gemeinsam mit dem Piratenkapitän Brasseur die Fregatte „Santa Maria“ kapern soll, die enorm wertvolle Fracht geladen hat, handelt dieser auf eigene Rechnung und bringt die erbeuteten Schätze, anstatt wie verabredet, nicht nach Tortuga, sondern versteckt ihn auf einer kleinen Insel.
Brasseur zerstört sein eigenes Schiff mit all seinen Männern als unliebsame Zeugen darauf und entkommt mit einem Beiboot. Zurück auf Tortuga behauptet er, dass er und sein Schiff angegriffen worden seien und lenkt den Verdacht geschickt auf den deutschen Freibeuter Albert. Von Eyck ist mehr und mehr vom Treiben der Piraten entsetzt und beginnt sich innerlich von seinem eigenen Handeln von einst zu distanzieren. Auf dem Sklavenmarkt von Tortuga sieht er die rassige Mestizin Altagracia, die ihn becirct, woraufhin er sie erwirbt. Dies ruft wiederum Brasseur auf den Plan, der selber ein Auge auf die feurige Schönheit geworfen hatte, und beide Männer duellieren sich in einem Fechtkampf, der allerdings ohne Blutvergießen endet.
Albert segelt mit seinem Sklavenkauf auf seinem Schiff „Teutonia“ auf die offene See, verfolgt von Brasseur und seinen Piratenhalunken. Dort begegnet ihnen eine spanische Armada, und so wird von Eyck augenblicklich gleich von zwei Seiten unter Feuer genommen. Um seine Unschuld beim Überfall auf die „Santa Maria“ zu unterstreichen, plant er spontan einen Seitenwechsel und will sich den spanischen Seeleuten erklären. Doch das Feuergefecht macht dies unmöglich, und Kapitän Brasseur hat sich längst auf die spanischen Galeone gestürzt. Nun steht Kapitän van Eyck den Spaniern bei und kann Brasseur vertreiben. Den Geretteten stellt er seinen Kumpel Hans Blank als Kapitän der Teutonia vor, während er vorgibt, ein deutscher Wissenschaftler namens „Eisenbrink“ zu sein. Das gerettete spanische Edelfräulein Doña Isabella Valdez ist ganz entzückt von dem deutschen Edelmann, und von Eyck begleitet sie zum Sitz des Gouverneurs in Maracaibo.
Van Eyck will vor Ort Kontakte zum einflussreichen Statthalter Spaniens knüpfen und befindet sich in ständiger Begleitung der schönen Isabella, was erwartungsgemäß beträchtliche Eifersuchtsschübe bei der feuerköpfigen Latina Altagacia hervorruft. Auch die rothaarige Moira, eine Hofdame, scharwenzelt auffällig häufig um den Teutonen herum. Sie weiß, wer dieser „Eisenbrink“ wirklich ist und bietet ihm an, ihn zu „El Valiente“ zu bringen. Brasseur war in der Zwischenzeit nicht untätig. Er hat sämtliche Piratenschiffe unter seine Kontrolle gebracht und plant, in voller Stärke die stark befestigte Festung von Maracaibo anzugreifen und einzunehmen. Der Gouverneur erfährt, wer dieser „Eisenbrink“ wirklich ist, nämlich ein Pirat, lässt ihn festnehmen und in Ketten legen. Brasseur startet nun seinen ersten Angriff auf die Festung, scheitert aber damit. Von Eyck wird währenddessen von seinem Kumpel Hans Blank befreit, und beide Kerle stürzen sich im Kampf auf den angreifenden Brasseur und dessen Leute. Eine weitere Überraschung geschieht, als im allgemeinen Getümmel auch „El Valiente“ fällt. Albert zieht ihm die rote Maske vom Gesicht und erkennt die sterbende Gräfin Moira, die ihre Kenntnisse von den Seerouten der spanischen Galeonen direkt vom Gouverneur erhalten hat, ihrem Liebhaber.
Kapitän Brasseur erkennt, dass er nicht mehr gewinnen kann und versucht, mit Alberts Schiff aus Maracaibo zu entkommen. Von Eyck stellt ihn jedoch, und es kommt zum Zweikampf, Mann gegen Mann. Die Brasseur-Freibeuter haben verloren, und ihre beiden Piratenschiffer gehen in Flammen auf. Kapitän Albert von Eyck wird als Held und Retter von Maracaibo gefeiert. Als Kapitän der Ehrengarde soll der Deutsche auf Wunsch des Gouverneurs die Oberaufsicht über die spanischen Schiffe in der Karibik erhalten. Doch von Eycks Freiheitsliebe und unbändiger Wille nach Unabhängigkeit lässt ihn dieses Angebot abschlagen. Mit Altagracia und seinen Freunden sticht er zu neuen Abenteuern in die hohe See.

## Produktionsnotizen
Unter der Flagge der Freibeuter wurde in Peñíscola (Spanien) gedreht und am 29. April 1961 in Italien uraufgeführt. Die deutsche Erstaufführung fand am 16. Juni 1961 statt.

## Kritiken
Das Lexikon des internationalen Films verortete in Unter der Flagge der Freibeuter einerseits eine „offen-naive(r) Freude an großen Worten und brausendem Fechtgewimmel“, man sah andererseits auch „technische(n) Schwächen, aber viel Turbulenz und bunte(r) Bewegtheit.“
Cinema erblickte in dem Film ein „buntes, pathetisches Seespektakel mit viel Säbelrasseln“.
Paimann’s Filmlisten resümierte: „Mit einer sich, bedenkenlos vielerlei Aktionsrequisits … bedienenden Fabel … in doppeltem Sinn farbig.“